# Roger Boutry
Roger Boutry (París, 27 de febrero de 1932-Ibidem., 7 de septiembre de 2019) fue un compositor, pianista y director de orquesta francés.

## Historial
Estudió en el Conservatorio de París con Nadia Boulanger, Marguerita Long y Tony Aubin. Ganó el Premio de Roma en 1954.
Boutry ha dividido su carrera musical básicamente entre la dirección, la composición y la enseñanza en el Conservatorio de París como profesor del curso de Armonía. Para los aficionados a los conciertos, a Roger Boutry se le recuerda como director de la Orquesta de la Guardia Republicana de Francia (L'Orchestre de la Garde Republicaine de France), la cual lideró entre 1973 y 1997. En ese tiempo, armonizó y reorquestó La marsellesa por encargo del presidente de la República Francesa Valéry Giscard d'Estaing.
Como compositor, fue un versátil proyector de ideas musicales en una variedad de géneros. También fue conocido como un pianista de primer nivel, con un repertorio ecléctico.

## Obras

### Para orquesta
- Concierto-Fantasia para 2 pianos y orquesta.
- Concierto para flauta.
- Concierto para Orquesta.
- Divertimento para orquesta de cámara.
- Concierto para piano y orquesta de vientos, "Wu Ji".

### Música de cámara
- 1957, Capricho para Trombón.
- 1966, Sonata para violín y piano.
- 2003, Cantinela para violín y piano.
- 2004, Rapsodia "Asuka" para clarinete y piano.
- 2004, Trio para 3 trombones.
- 2005, Concierto para trombón y piano.
- 2006, Urashima, en Warner Classics. Se basa en una vieja leyenda japonesa.
- Divertimento para saxofón y piano.
- Divertimento para oboe clarinete y fagot.
- Estudios atonales para fagot.
- Festival para clarinetes - Cuarteto.
- Interferencias para fagot y piano.
- Cuarteto de Trombones.
- Serenata para saxofón alto.
- Tocata para piano solo.
- Tubacchanale para eufonio.